# Балатонлелле
Балатонлелле (угор. Balatonlelle) — курортне місто на заході Угорщині у медьє Шомодь. На південному березі озера Балатон, приблизно за 35 км на захід від Шіофока.
Влітку місто стає місцем відпочинку для багатьох угорських та німецьких сімей і відоме своїми туристичними пам’ятками, включаючи 3-кілометровий пляж, аквапарк, картинг, щорічний фестиваль вина, численні бари. і ресторани. До нього можна дістатися з Будапешта на поїзді приблизно за 2,5 години.

## Історія
У 1211 році територія навколо Балатонлелле перейшла під юрисдикцію абатства Тіхань. Перша письмова згадка про поселення датується 1229 роком, де село згадується як «Лелле». У 1550 році місто перейшло під турецький контроль. Під турецькою окупацією його населення різко скоротилося, а в турецьких податкових документах до 1580 року тут проживало лише 8 сімей.
У 18 столітті земля контролювалася угорськими дворянськими родинами; спочатку родина Майтені, а пізніше родина Шалай. Перша школа в місті була відкрита в 1720-х роках, однак, записки з канонічної візитації 1778 року показують, що ця перша школа згоріла незабаром після того, як була побудована.
У 1848 році місто отримало статус торгового міста, а в 1864 році воно отримало свою теперішню назву «Балатонлелле». У 1895 році було побудовано двокласне приміщення школи, а під час короткочасної Угорської Радянської Республіки 1919 року до школи добудовано третю кімнату. У 1941 та 1942 роках у місті була побудована народна початкова школа.
Між 1979 і 1991 роками Балатонлелле утворювало єдине поселення разом з Балатонбогларом під назвою Богларлелле.

## Демографія
Станом на 2023 рік загальна кількість населення міста становила 5018 осіб. Згідно з національним переписом населення 2022 року, 87,3% угорців, 2,1% німців і 2,1% неєвропейського походження. Релігійний склад: 38,9% римо-католиків і 5,8% реформатів.

## Відомі люди
- Йожеф Ковач — угорський футболіст.

## Міста-побратими
- Влехіца, Румунія
- Рамштайн-Мізенбах, Німеччина

## Галерея

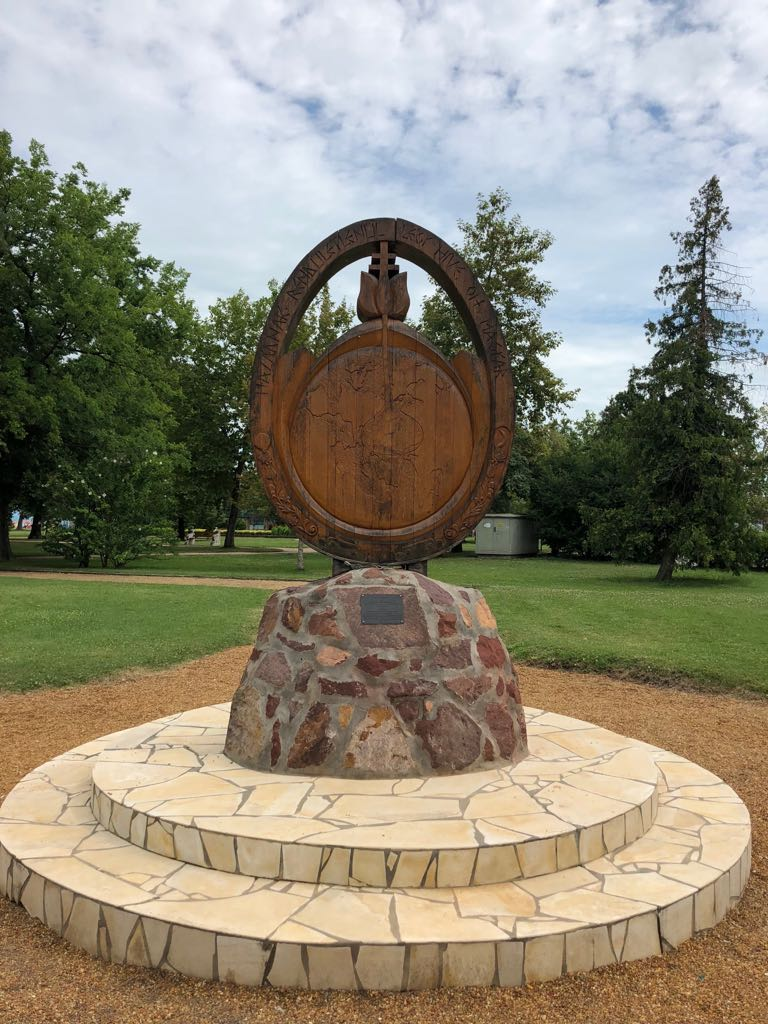
Дерев'яна скульптура
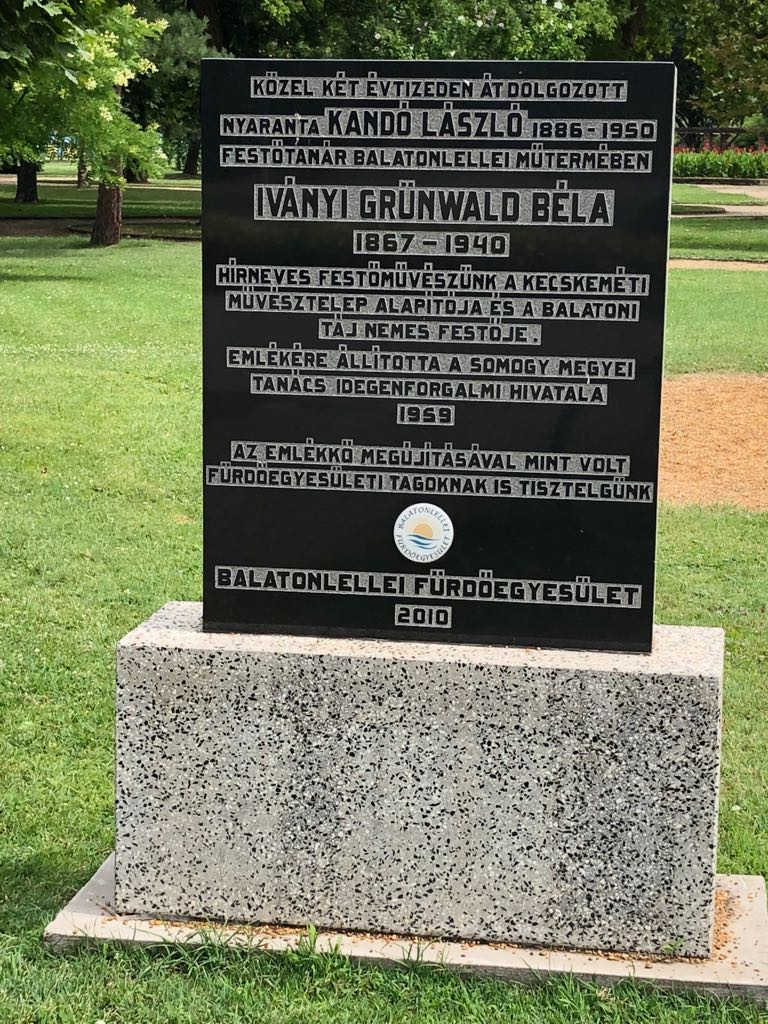
Меморіальна дошка Бели Іваньї-Грюнвальда
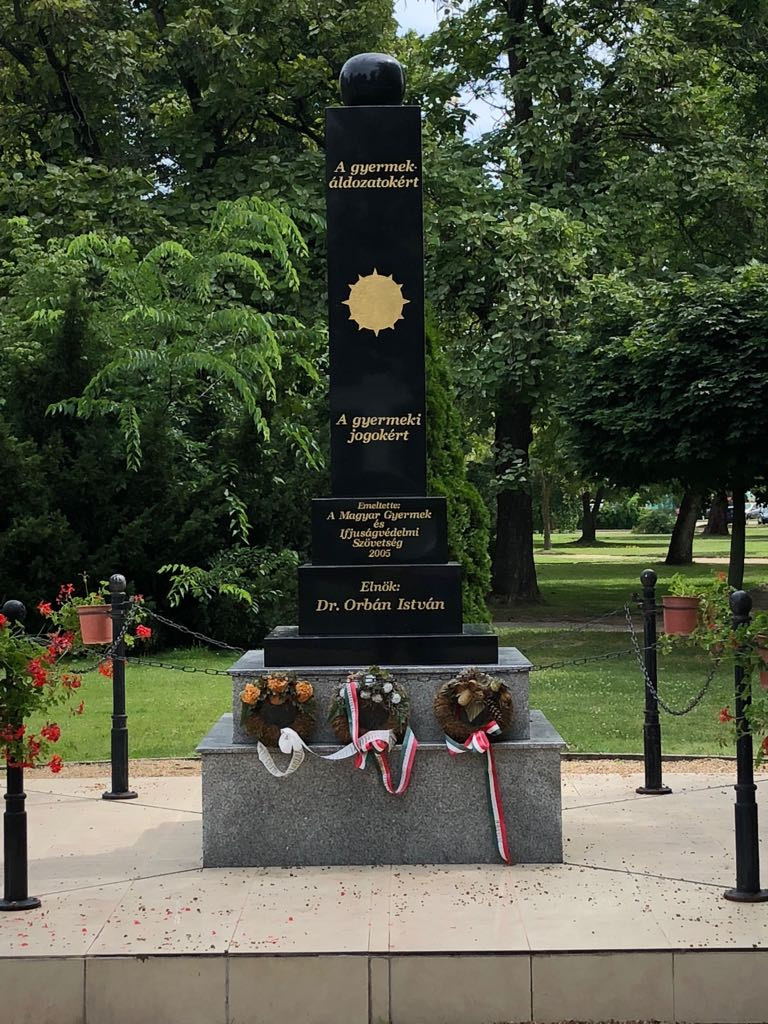
Обеліск правам дітей
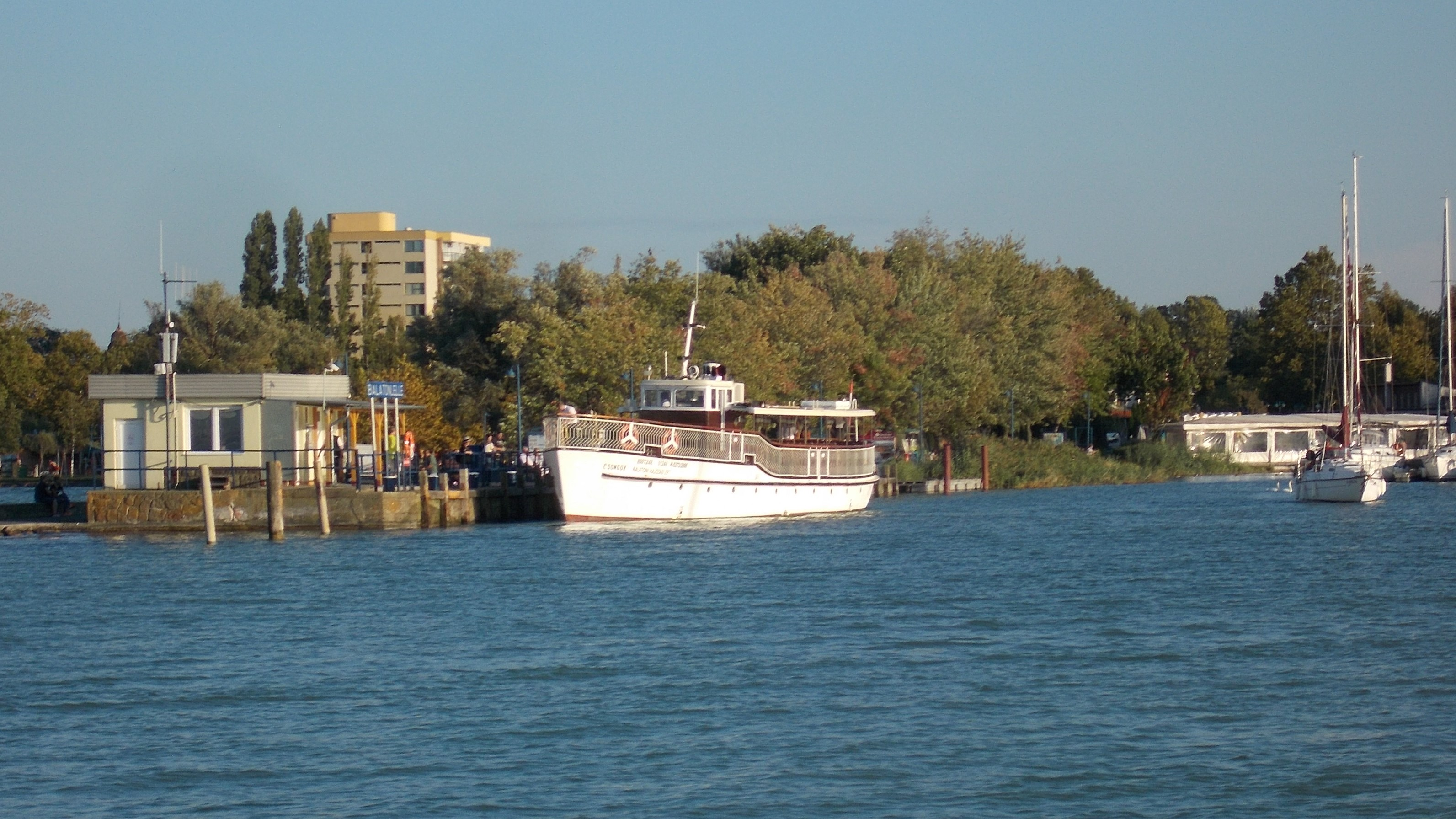
Пристань Балатонлелле